# Mesophlebion
Mesophlebion, rod papratnjača iz porodice Thelypteridaceae, dio reda osladolike. Postoje 17 vrsta iz Malezije i južne Indokine.

## Vrste
1. Mesophlebion arenicola Holttum
2. Mesophlebion auriculiferum (Alderw.) Holttum
3. Mesophlebion beccarianum (Ces.) Holttum
4. Mesophlebion caroli Holttum
5. Mesophlebion chlamydophorum (Rosenst. ex C. Chr.) Holttum
6. Mesophlebion crassifolium (Blume) Holttum
7. Mesophlebion dulitense Holttum
8. Mesophlebion echinatum (Mett) Holttum
9. Mesophlebion endertii (C. Chr.) Holttum
10. Mesophlebion falcatilobum Holttum
11. Mesophlebion hallieri (Christ) Holttum
12. Mesophlebion motleyanum (Hook. ex Hook. & Baker) Holttum
13. Mesophlebion oligodictyon (Baker) Holttum
14. Mesophlebion persquamiferum (Alderw.) Holttum
15. Mesophlebion rufescens Holttum
16. Mesophlebion teuscheri (Alderw.) Holttum
17. Mesophlebion trichopodum (C. Chr.) Holttum

## Sinonimi
- Mesoneuron Ching
- Thelypteris subgen.Glaphyropteridopsis sect.Mesoneuron K.Iwats.